# خوان کاردونا مندس
خوان کاردونا مندس (اسپانیایی: Joan Cardona Méndez‎؛ زادهٔ ۲۷ مهٔ ۱۹۹۸) قایقران قایق بادبانی اهل اسپانیا است.